# کارشناسان (فیلم ۱۹۸۹)
کارشناسان (به انگلیسی: The Experts) فیلمی محصول سال ۱۹۸۹ به کارگردانی دیو توماس است. در این فیلم بازیگرانی همچون جان تراولتا، آری گروس، کلی پرستون، دبورا فورمن، جیمز کیچ، جان رابز، برایان دویل-موری، چارلز مارتین اسمیت، ایو برنت، جان بویلان و ریک دوکومن ایفای نقش کرده‌اند.